# گمینا للوو
گمینا للوو (به لهستانی:  Gmina Lelów) یک گمینا در لهستان است که در شهرستان چنستوخووا واقع شده‌است. گمینا للوو ۱۲۰٫۸۱ کیلومتر مربع مساحت و ۵٬۲۰۵ نفر جمعیت دارد.